# Centris sericea
Centris sericea är en biart som beskrevs av Heinrich Friese 1899. Centris sericea ingår i släktet Centris och familjen långtungebin. Inga underarter finns listade.